# Katie Snowden
Katie Snowden, född 9 mars 1994, är en brittiska friidrottare som tävlar i medeldistans.

## Karriär
Vid världsmästerskapen i friidrott 2023 placerade hon sig på en åttonde plats på 1 500 meter.